# گریت ویرلی
گریت ویرلی (به انگلیسی: Great Wyrley) یک روستا و محله مدنی در بریتانیا است که در South Staffordshire واقع شده‌است. گریت ویرلی ۱۱٬۰۶۰ نفر جمعیت دارد.